# Raúl Fernández Robert
Raúl Fernández Robert   (Ciutat de Mèxic, 17 de setembre de 1905 - Ciutat de Mèxic, 4 de setembre de 1982) fou un jugador de bàsquet mexicà que va competir durant la dècada de 1930.
El 1936 va prendre part en els Jocs Olímpics de Berlín, on guanyà la medalla de bronze en la competició de bàsquet.